# Консковоля
Консковоля (на полски: Końskowola) е село в Югоизточна Полша, разположено между Пулави и Люблин, близо до Куров, на река Куровка. То е административен център на гмина Консковоля в състава на повят Пулави в Люблинското войводство. Населението на селото е 2188 души, по данни от 2004 г.

## Етимология
Буквално името на селището означава „Конска воля“, но името на селото идва от Вола – вид селище, и неговият основател – Ян Конински. Името Конинскавола е споменато през 1442 г.

## История
Селото е основано вероятно през 14 век под името Витовска Воля. Сегашното си име получава през 19 век.
На 8 юни 1532 г. придобива статут на град. Консковоля изпълнява функциите на средище на търговията с хранителни продукти, там функционират и няколко текстилни фабрики. Много хора от различни краища на Полша се преселват в града. Има и много имигранти от Саксония.
Оттогава историята на Консковоля съвпада с историята на региона. След третото разделяне на Полша през 1795 г. градът е анексиран от Австрия. През 1809 г. става част от Варшавското княжество, а през 1815 г. влиза в състава на Полското царство. След Януарското въстание през 1870 г. градските права на Консковола са преустановени и то е село. По време на Руската революция от 1905 г. там са организирани много демонстрации и стачки от солидарност. През 1918 г. Консковоля отново става част от Полша.
С началото на Втората световна война, на 15 септември 1939 г. германски войници превземат Консковоля и я окупират. В хода на войната германците създават лагер за военнопленници, който не след дълго е закрит, но е изграден концентрационен лагер, който функционира до 1943 г. Лагеристите работят за германците в чифлици и участват в пътно-строителни работи.
В Консковоля е сформирано гето, в което са депортирани евреи, включително от Словакия. На 8 май 1942 г. германците провеждат акция, в която много евреи са събрани и депортирани в концентрационния лагер „Собибор“. През октомври 1942 г. концлагеристите са убити. Германските войници от 101-р батальон завеждат 800-1000 евреи, сред които има жени и деца, в близката гора, и провеждат масово клане. Оцелелите лагеристи са отведени в друг лагер.
С настъпването на антифашистките сили през лятото на 1944 г. германците планират да изгорят града. На 25 юли 1944 г. немските окупатори влизат в бой с полската Армия Крайова, подкрепени от партизанските отряди на Батальони Хлопски. С пристигането на войниците от Червената армия на СССР обединените антифашистки бойци осигуряват освобождението на селището.

## Културни и природни забележителности
Едни от най-важните културни забележителности са католическата църква, възстановена ок. 1670 г. по проект на Тилман ван Гамерен, където се намират семейните гробища на родовете Опалински и Любомирски. Има още една стара католическа църква, построена през 1613 г. в ренесансовия стил на Люблин. Тази църква и една църква в град Долни Кажимеж са едни от най-добрите представители на този архитектурен стил. Има и останки от лутеранско гробище.

## Личности
- Починали в Консковоля:
  - Франчишек Заблоцки (1754-1821), поет
  - Франчишек Дьонизи Князнин (1750-1807), поет

## В литературата
Известният полски писател Хенрик Сенкевич пише в книгата си С огън и меч следното:
- „(...) Много лоша бира също в тая Консковола, отбеляза г-н Заглоба (...)“